# Saül (Guaiana Francesa)
Saül és un municipi francès, situat a la regió d'ultramar de la Guaiana Francesa. L'any 2006 tenia 158 habitants. Limita al nord amb Mana, al sud amb Maripasoula a l'est amb Régina i Saint-Élie i a l'oest amb Papaichton i Grand-Santi. Es troba al cor de la selva amaçònica i la població és formada per creolés, hmongs i brasilers. La màxima alçària és la Montagne Continent, amb 640 metres.

En roig el territori comunal de Saül.

## Demografia
| 1962                                       | 1968 | 1975 | 1982 | 1990 | 1999 |
| ------------------------------------------ | ---- | ---- | ---- | ---- | ---- |
| ?                                          | ?    | ?    | ?    | 63   | 160  |
| Des de 1962: població sense dobles comptes |      |      |      |      |      |

## Administració
| Període | Identitat         | Partit |
| ------- | ----------------- | ------ |
| 1983-   | Hermann Charlotte |        |